# Когнітивний тест
Когнітивні тести — це оцінка когнітивних здібностей людей та тварин. Тести, запропоновані людині, містять у собі різні форми тестів на IQ; ті, що пропонуються тваринам містять у собі дзеркальний тест (аналіз візуальної самосвідомості) та тест лабіринту у вигляді літери Т (який аналізує здібності до навчання). Таке дослідження має важливе значення для дослідження, що стосуються філософії свідомості і психології, а також визначення інтелекту людини і тварин.
Сучасні когнітивні тести виникли завдяки роботі Джеймса Маккін Кеттела, який ввів термін «психологічний тест». Вони з'явилися внаслідок вкладу Френсіса Гальтона в фізичних і фізіологічних тестів. Наприклад, Гальтон вимірював міцність, висоту та вагу зчеплення. Він створив «Антропометричну лабораторію» в 1880-і роки, де його покровителі платили, для того щоб їм перевірили їх фізичні та фізіологічні дані. Вимірювання Гальтона справили величезний вплив на психологію. Кеттел продовжив підхід вимірювання за допомогою простих вимірювань сприйняття. Від тестів Кеттелла врешті-решт відмовилися на користь батарейного підходу до тесту, розробленого Альфредом Біне.

## Список
- Тести індуктивного міркування
  - Здатність до індуктивного міркування[en]
- Коефіцієнт розумового розвитку
  - Тест ситуаційного судження
    - Робоча пам'ять

  - Тест на інтелект
    - Блок Кохса[en]
    - Розумовий вік
    - Тест аналогії Міллера[en]
    - Тест шкільних випробувань Отіс-Леннона[en]
    - Тест Равена
    - Тест Стенфорд-Біне
    - Тест Векслера на ступінь інтелектуального розвитку для дорослих
    - Тест Векслера на ступінь інтелектуального розвитку для дітей
    - Тест Векслера на ступінь інтелектуального розвитку для дітей дошкільної та початкової підготовки[en]
    - Тест Вандерліка[en]

- Тести когнітивного розвитку
  - Кємбріджське нейропсихологічне тестування автоматичной аккумуляції
  - КДЛ Комп'ютеризована система оцінки
  - Когнітивне зміщення (див також Емоції у тварин # Когнітивний тест зміщення
  - Когнітивне попереднє тестування Профіль пізнавального процесу (ППП)
  - Тест "Намалюй людину"
  - Куби Нокса
  - Тест на перевірку здібностей до вивчення сучасної мови
  - Широкий вибір
  - Мова автоматичної аккумуляції Пімслера 
  - Тест лабіринту Портеуза
- Оцінка на основі консенсусу
  - Організація знань
  - Ієрархія знань
  - Онтологія знань
- Пам'ять
  - Портретна пам'ять
  - Довготривала пам'ять
  - Короткочасна пам'ять
  - Семантична пам'ять
  - Епізодична пам'ять
  - Короткочасна візуальна пам'ять
  - Оперативна пам'ять
- Власна особистість
  - Оцінка власного інтелекту
  - Тест Ружа
  - Дзеркальний тест
  - Метапізнання
  - Тест Саллі-Енн (Здатність приписувати помилкові переконання іншим людям)
- Думка
- Психічна хронометрія
- Нейропсихологічні тести

## Додаткова література
- Anastasi, Anne; [Urbina, Susana (1997). Psychological Testing (Seventh ed.). Upper Saddle River (NJ): Prentice Hall. ISBN 978-0-02-303085-7. Lay summary [Архівовано 4 Серпня 2016 у Wayback Machine.] (28 July 2010).
- Goldstein, Gerald; Beers, Susan, eds. (2004). Comprehensive Handbook of Psychological Assessment: Volume I: Intellectual and Neurological Assessment. Hoboken (NJ): John Wiley & Sons. ISBN 978-0-471-41611-1. Lay summary [Архівовано 16 Грудня 2014 у Wayback Machine.] (23 November 2010).
- Gregory, Robert J. (2011). Psychological Testing: History, Principles, and Applications (Sixth ed.). Boston: Allyn & Bacon. ISBN 978-0-205-78214-7. Lay summary [Архівовано 24 Вересня 2015 у Wayback Machine.] (7 November 2010).
- Groth-Marnat, Gary (2009). Handbook of Psychological Assessment (Fifth ed.). Hoboken (NJ): Wiley. ISBN 978-0-470-08358-1. Lay summary (11 September 2010).
- Hogan, Thomas P.; Brooke Cannon (2007). Psychological Testing: A Practical Introduction (Second ed.). Hoboken (NJ): John Wiley & Sons. ISBN 978-0-471-73807-7. [http://eu.wiley.com/WileyCDA/WileyTitle/productCd-EHEP000675.html%5Bнедоступне+посилання+з+липня+2019%5D Lay summary][недоступне посилання з жовтня 2019] (21 November 2010).
- Kaufman, Alan S. (2009). IQ Testing 101. New York: Springer Publishing. ISBN 978-0-8261-0629-2. Lay summary [Архівовано 24 Березня 2016 у Wayback Machine.] (10 August 2010).
- Sattler, Jerome M. (2008). Assessment of Children: Cognitive Foundations. La Mesa (CA): Jerome M. Sattler, Publisher. ISBN 978-0-9702671-4-6. Lay summary [Архівовано 20 Травня 2016 у Wayback Machine.] (28 July 2010).